# Bố Nhĩ Ni
Bố Nhĩ Ni (Hán tự: 布尔尼, Borni; 1654 - 1675) là một thủ lĩnh bộ tộc Sát Cáp Nhĩ (Chahar) thời Thanh sơ, thuộc thị tộc Bác Nhĩ Tế Cát Đặc Mông Cổ. Ông là cháu của Lâm Đan hãn, con của thủ lĩnh Mông Cổ A Bố Nại và Cố Luân Ôn Trang Trưởng Công chúa của nhà Thanh.

## Tiểu sử

### Thân thế
Sau khi cựu Khả hãn Bắc Nguyên, Sát Cáp Nhĩ Thân vương Ngạch Triết (额哲, Ejei) qua đời, năm 1645, Phu nhân của Ngạch Triết là Công chúa Mã Khách Tháp nhà Thanh tái giá với em chồng là A Bố Nại (Abunai), người kế vị vai trò thủ lĩnh bộ tộc Sát Cáp Nhĩ Mông Cổ và tước vị Sát Cáp Nhĩ Thân vương của nhà Thanh. Tuy nhiên, mãi đến năm 1654, bà mới sinh hạ người con trai Bố Nhĩ Ni.
Việc Thanh đế Hoàng Thái Cực gả Công chúa Mã Khách Tháp có mẹ là Hoàng hậu Triết Triết, người bộ tộc Khoa Nhĩ Thấm Mông Cổ, là nhằm mục đích tạo ra sự liên kết chính trị với người Mông Cổ. Tuy nhiên, mặc dù phải chịu khuất phục trước sức ép của người Mãn Châu, các quý tộc Mông Cổ vẫn nuôi giữ ý định khôi phục vinh quang của Đế quốc Mông Cổ. A Bố Nại với tư cách là hậu duệ của các Khả hãn Bắc Nguyên, nhiều lần công khai thể hiện sự bất mãn của mình đối với quyền lực thống trị của người Mãn, nhất là từ khi nhà Thanh chiếm được Trung Nguyên rộng lớn và ngôi vị quân chủ lại được nắm giữ bởi vị Hoàng đế trẻ con Khang Hi.

### Sát Cáp Nhĩ Thân vương và kết cục
Năm 1669, Khang Hi Đế bất ngờ hạ chiếu đoạt tước Sát Cáp Nhĩ Thân vương của A Bố Nại và giam giữ ông ở Thịnh Kinh. Để vỗ an, Khang Hi trao tước vị Thân vương lại cho Bố Nhĩ Ni, đồng thời ban hôn con gái của An Thân vương Nhạc Lạc cho Bố Nhĩ Ni.
Khác với cha mình, Bố Nhĩ Ni rất cẩn thận để không thể hiện bất kỳ dấu hiệu nào của việc bất mãn với nhà Thanh. Khi loạn Tam Phiên nổ ra, ông cho rằng thời cơ thuận lợi đã đến. Năm 1675, khi mà quân Thanh liên tục bị thất bại trên chiến trường, ông cùng người anh em là La Bố Tàng (罗布藏, Lubuzung) khởi binh phản Thanh, cùng dự định sẽ cứu cha mình là A Bố Nại. Tuy nhiên, Khang Hi Đế đã sớm có kế hoạch đối phó. Trái với dự định của Bố Nhĩ Ni, hầu hết các bộ tộc Mông Cổ khác đều án binh bất động, chỉ có khoảng 3.000 chiến binh của bộ tộc Sát Cáp Nhĩ tham gia nổi loạn với ông. Bên cạnh đó, Khang Hi Đế lệnh cho Tín Quận vương Ngạc Trát làm Phủ viễn Đại tướng quân suất binh bình định cuộc nổi loạn của Bố Nhĩ Ni. Trong trận giao chiến tại Đạt Lộc ngày 20 tháng 4 năm 1675, quân Bố Nhĩ Ni bị quân Thanh đánh bại tan tác. Huynh đệ Bố Nhĩ Ni đào thoát, lại gặp đúng quân Khoa Nhĩ Thấm do Ngạch phò Sa Tân chỉ huy. Trái với kỳ vọng của huynh đệ Bố Nhĩ Ni là sẽ được Sa Tân vị nể tình thân mà tha chết (Sa Tân là anh vợ của La Bố Tàng), tuy nhiên sau đó Sa Tân đã bắt giữ và giết chết cả 2 người. Khang Hi Đế sau đó cũng ra lệnh xử tử A Bố Nại, lúc đó đang bị giam giữ. Các thành viên của bộ tộc, trừ các Tôn nữ Hoàng tộc nhà Thanh, đều bị đày đi biên ải ở Đại Đồng, Tuyên Hóa. Về sau, bị biên vào Sát Cáp Nhĩ Bát kỳ.